# Stazione di Strada Casale
La stazione di Strada Casale è una fermata ferroviaria posta sulla ferrovia Faentina. Serve le frazioni di Strada e Casale del comune di Brisighella. È situata all'interno della frazione Strada Casale.

## Storia
La fermata venne attivata nel 1949.

## Strutture e impianti
La fermata presenta un'architettura simile a quella delle principali stazioni della linea, con la sola presenza del fabbricato viaggiatori.

## Movimento
La stazione è servita dalle relazioni regionali Trenitalia svolte nell'ambito del contratto di servizio stipulato con la regione Toscana.
Nei giorni feriali fermano 3 coppie di treni, con una corsa supplementare da Faenza a Borgo San Lorenzo. Rispetto alle altre stazioni, dunque, vi fermano un terzo dei treni che percorrono la linea.
A novembre 2019, la stazione risultava frequentata da un traffico giornaliero medio di circa 16 persone (8 saliti + 8 discesi).

## Servizi
La stazione è classificata da RFI nella categoria bronze.